# Thế kỷ 23
Thế kỷ 23 là thế kỷ trong Công Nguyên, trong lịch Gregory là khoảng thời gian từ ngày 1 tháng 1 năm 2201 cho đến ngày 31 tháng 12 năm 2300.

## Dự báo

### Dự báo thiên văn
- 27 tháng 7 năm 2204: Nhật thực,[1] (7 phút 22 giây), của thiên thực 139.
- Tháng 8 năm 8, năm 2222: Nhật thực,[2] (7 phút 06 giây), của thiên thực 139.
- Tháng 8 năm 18, năm 2240: Nhật thực,[3] (6 phút 40 giây), của thiên thực 139.
- 7 tháng 5, năm 2255: Nhật thực,[4] (6 phút 22 giây), của thiên thực 142.
- Tháng 8 năm 29, năm 2258: Nhật thực,[5] (6 phút 09 giây), của thiên thực 139.
- 17 tháng 5, năm 2273: Nhật thực,[6] (6 phút 31 giây), của thiên thực 142.
- 28 tháng 5, năm 2291: Nhật thực,[7] (6 phút 34 giây), của thiên thực 142.